# Ботнараш Сергій Костянтинович
Сергій Костянтинович Ботнараш (рум. Serghei Botnaraș; нар. 27 лютого 1964, Кишинів, Молдавська РСР) — радянський та молдовський футболіст, воротар, молдовський футбольний тренер.

## Клубна кар'єра
Футбольну кар'єру розпочав у 1982 році в складі друголіговому тираспольському «Автомобілісті». Своєю грою привернув до себе увагу кишинівського «Ністру». Дебютував у футболці кишинівського клубу 9 червня 1984 року в програному (0:3) виїзному поєдинку 15-о туру Першої ліги проти кутаїського «Торпедо». Ботнараш вийшов у стартовому складі та відіграв увесь матч. За два роки, проведених у «Ністру» зіграв у 3-х матчах (3 пропущені м'ячі) в радянській першості та в 1-му (2 пропущені м'ячі) кубку СРСР. У пошуках стабільної ігрової практики по ход сезону переходить до друголігової |«Зарі» (Бєльці), але й у цій команді не став основним воротарем. У футболці клубу з Бєльців зіграв 4 матчі в чемпіонаті СРСР.
У 1986 році «служив» в одеському СКА, яке того сезону виступало в Другій лізі чемпіонату СРСР. Гравем основи одеських «армійців» не був й зіграв того сезону 4 матчі. У 1989 році повернувся до Ністру. Разом з командою в 1992 році став учасником першого розіграшу незалежного чемпіонату Молдови. У сезоні 2000/01 років був у заявці кишинівської «Дачії».

## Кар'єра в збірній
У 1992 році дебютував у футболці національної збірної Молдови в переможному (3:1) товариському поєдинку проти Конго. Цей матч став єдиним для Сергія в складі збірної.

## Кар'єра тренера
Тренерську кар'єру розпочав на батьківщині. Спочатку тренував місцеві клуби «Дачію» (виконувач обов'язків), «Гагаузію» та «Костулень». Працював тренером воротарів у молодіжній збірній Молдові. З 2014 року працював асистентом головного тренера національної збірної Молдови Олександра Куртіяна. Має тренерську ліцензію УЄФА категорії A.